# Цеттелькастен

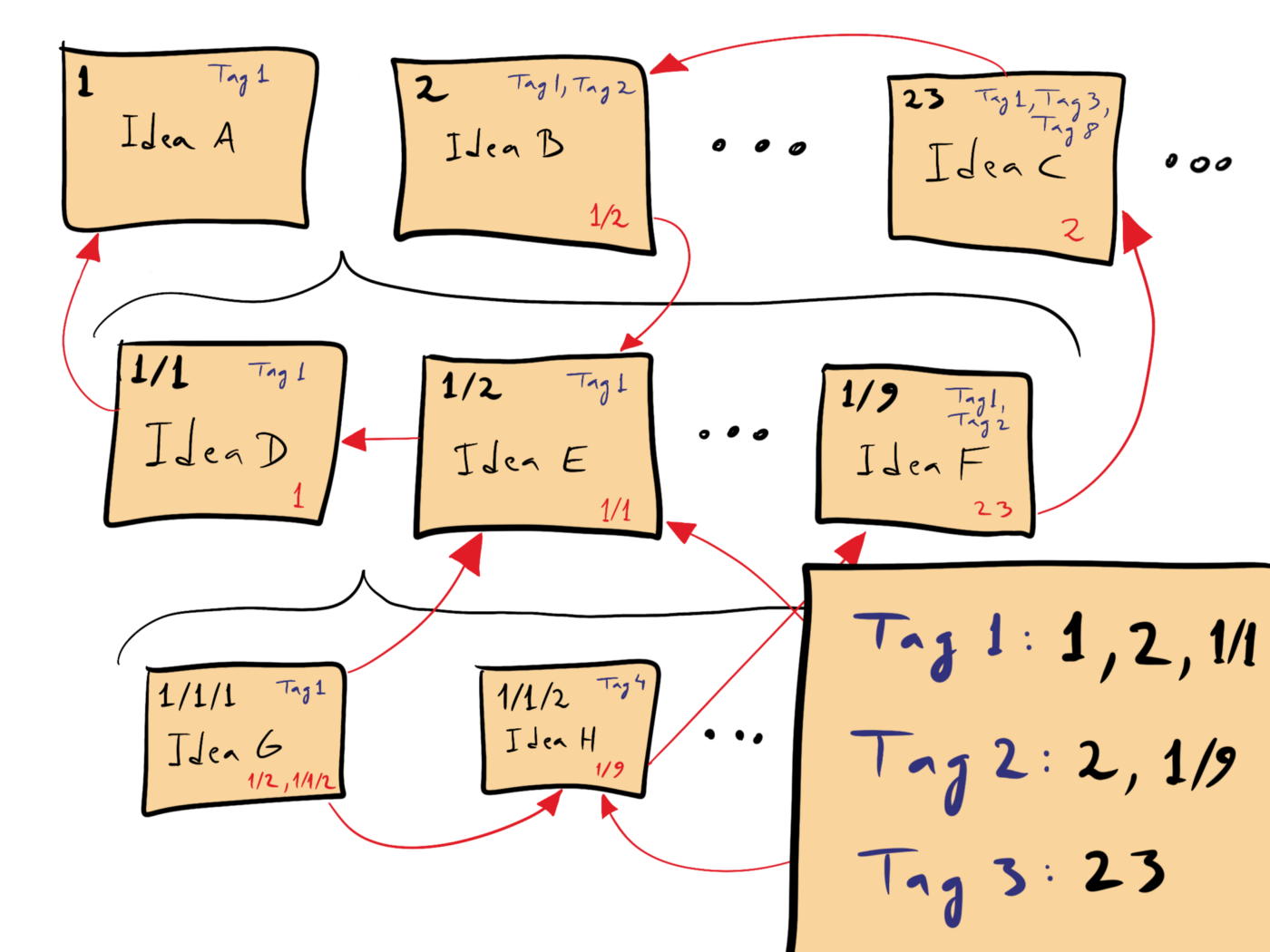
Цеттелькастен состоит из заметок, содержащих числа, теги (синие) и перекрестные ссылки на другие заметки (красные). Указатель тегов (внизу справа) позволяет использовать тематические перекрестные ссылки.

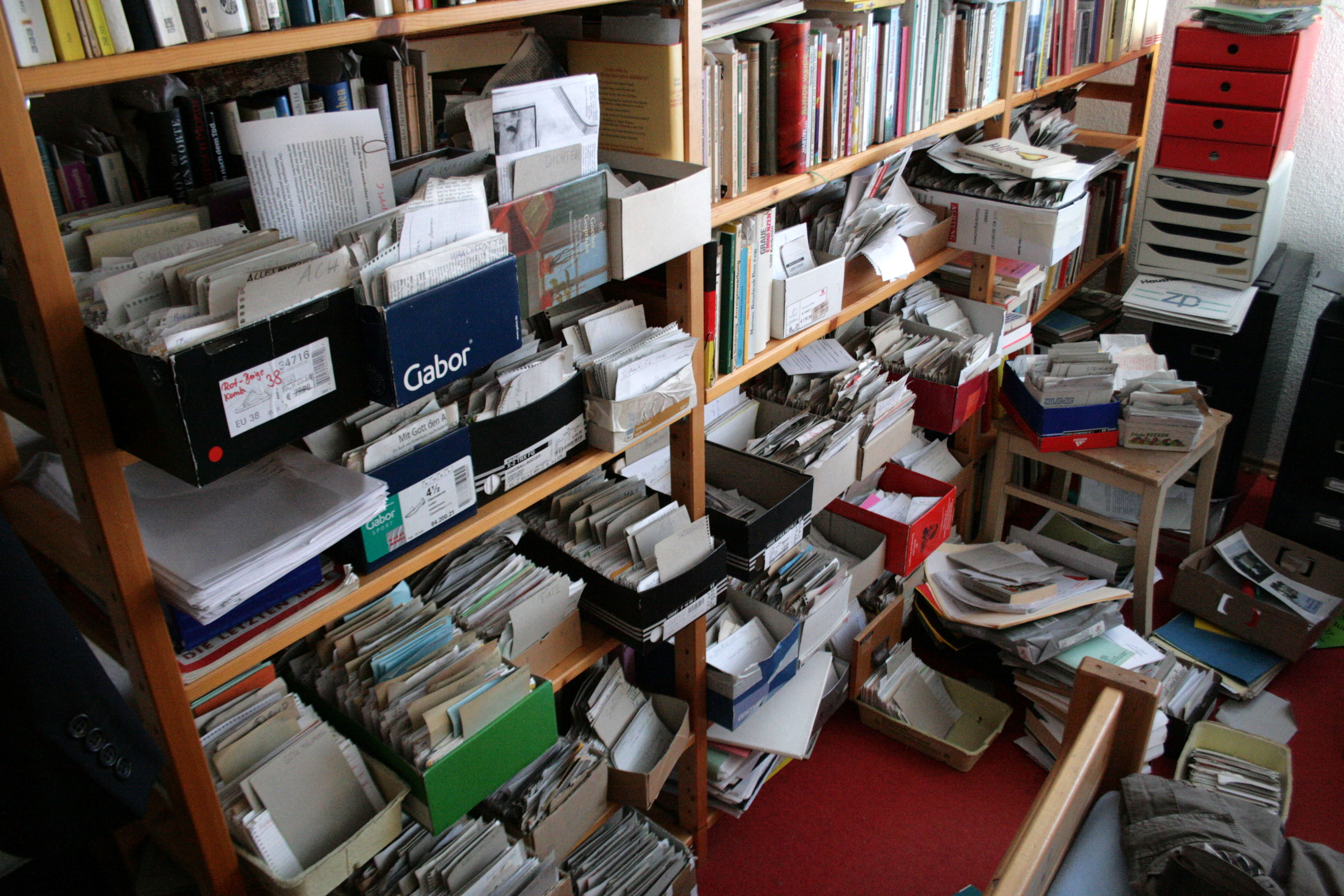
Бумажный цеттелькастен

Цеттелькастен (нем. Zettelkasten, буквальный перевод «ящики для заметок») — система ведения заметок и управления личными знаниями, используемая в исследованиях и учёбе.

## Система
Цеттелькастен состоит из множества отдельных заметок с идеями и другими короткими фрагментами информации, которые записываются по мере их возникновения или приобретения. Заметки могут быть пронумерованы иерархически, чтобы новые заметки можно было вставлять в соответствующее место, и содержат метаданные, чтобы позволить ведущему связывать заметки друг с другом. Например, заметки могут содержать заголовок темы или теги, которые описывают ключевые аспекты заметки, и они могут ссылаться на другие заметки. Нумерация, метаданные, формат и структура заметок могут варьироваться в зависимости от конкретного используемого метода.
Цеттелькастен может создаваться и использоваться в цифровом формате, иногда с использованием программного обеспечения для управления личными знаниями. Но это можно сделать, — и это уже давно делается, — на бумаге с помощью картотеки.
Система не только позволяет исследователю хранить и извлекать информацию, связанную с его изысканием, но также используется для повышения творческого потенциала.
Одним из исследователей, прославившихся широким использованием этого метода, был социолог Никлас Луман (1927—1998). Для своих исследований Луман собрал цеттелькастен из примерно 90 тысяч индексных карточек, и именно благодаря этому методу у него сложилась необычайно плодотворная писательская деятельность, включающая более 70 книг и 400 научных статей. Он связал карточки вместе, присвоив каждой уникальный индексный номер, основанный на иерархии ветвлений. Эти индексные карточки были оцифрованы и стали доступны онлайн в 2019 году. Луман описал цеттелькастен как часть своего исследования теории систем в эссе «Kommunikation mit Zettelkästen».

## Программное обеспечение для цеттелькастена
Разработаны программы, поддерживающие работу с цеттелькастен, например, Notion, Obsidian, Roam Research, The Archive.